# FC Tokyo
F.C. Tokyo (FC東京 Efushī Tōkyō?) este un club de fotbal din Tokyo, Japonia, care în prezent evoluează în J. League.

## Fotbaliști internaționali
| Japonia - Yoichi Doi - Takashi Fukunishi - Shuichi Gonda - Naotake Hanyu - Sota Hirayama - Naohiro Ishikawa - Akira Kaji - Yasuyuki Konno - Wagner Lopes - Teruyuki Moniwa - Yuto Nagatomo - Masashi Oguro - Yuhei Tokunaga - Takuji Yonemoto |  | AFC/CAF/OFC - Jade North - Nathan Burns - Jang Hyun-soo - Kim Young-Gwon - Kwak Hee-Ju - Oh Jang-eun - Seo Yong-duk - Seo Yong-duk - Lassad Nouioui |  | UEFA - Michele Canini - Nemanja Vučićević CONCACAF - Paulo Wanchope |  | CONMEBOL - Almir - Amaral - Bruno Quadros - Edmilson - Cabore - Danilo Gomes - Edu - Emerson - Evaldo - Jean - Júlio - Kelly - Lucas - Marcelo Mattos - Matheus - Oliveira - Pedro Júnior - Ricardinho - Roberto César - Rychely - Sandro - Tuto - Washington - Santiago Salcedo |

## Antrenori
| Antrenor           | Țara          | Perioada                  |
| ------------------ | ------------- | ------------------------- |
| Kiyoshi Okuma      | Japonia       | Jan 1, 1995–Dec 31, 2001  |
| Tahseen Jabbary    | Țările de Jos | 1998                      |
| Hiromi Hara        | Japonia       | Jan 1, 2002–Dec 19, 2005  |
| Alexandre Gallo    | Brazilia      | Dec 20, 2005–Aug 14, 2006 |
| Hisao Kuramata     | Japonia       | Aug 15, 2006–Dec 6, 2006  |
| Hiromi Hara        | Japonia       | Dec 7, 2006–Dec 31, 2007  |
| Hiroshi Jofuku     | Japonia       | Jan 1, 2008–Sept 19, 2010 |
| Kiyoshi Okuma      | Japonia       | Sept 20, 2010–Jan 2, 2011 |
| Ranko Popović      | Serbia        | Jan 2, 2012–Dec 31, 2013  |
| Massimo Ficcadenti | Italia        | Jan 2, 2014–present       |

## Palmares
- Regional Promotion Series (as Tokyo Gas Football Club)
  - Câștigătoare (1) : 1990
- (Vechea) Japan Football League (ca Tokyo Gas Football Club)
  - Câștigătoare (1) : 1998
- J. League Cup
  - Câștigătoare (2) : 2004, 2009
- Suruga Bank Championship
  - Câștigătoare (1) : 2010
- J.League Division 2
  - Câștigătoare (1) : 2011
- Emperor's Cup
  - Câștigătoare (1) : 2011